# Joseph Shimweelao Shikongo
Joseph Shimweelao Shikongo (* Dezember 1964) ist ein Generalmajor und Generalinspektor der Polizei in Namibia. Er steht der Namibian Police Force (Nampol) seit dem 1. September 2022 vor.

## Früher Lebensweg
Shikongo schloss sich 1979 mit 14 Jahren dem namibischen Befreiungskampf an. Aufgrund seines jungen Alters konnte er keine militärische Ausbildung erhalten, sondern wurde zur Schulbildung und Studium nach Angola und anschließend Sambia entsandt. Vier Jahre später begann er mit einem Militärtraining am Ausbildungszentrum Tobias Hainyeko. Er ist im Anti-Flugzeug-Kampf ausgebildet worden.

## Karriere
Seine berufliche Karriere begann 1984. Shikongo durchlief verschiedene Stationen bei der People’s Liberation Army of Namibia (PLAN) und wurde mit der Unabhängigkeit Namibias 1990 in die Namibian Defence Force eingegliedert. Hier stieg er bis 1998 zum Lieutenant auf. Im Jahr 2000 schloss sich Shikongo der namibischen Polizei im Rang eines Inspektors an. Es folgten Stationen im Personenschutz des Premierministers bis 2003 und anschließend im Direktorat für Very Important Persons. 2019 wurde Shikongo Chef der Polizei der Hauptstadtregion Khomas.
Zum 1. April 2021 ernannte ihn Generalinspektor Sebastian Ndeitunga zu seinem Vize und erhob ihn in den Rang eines Generalmajors. Am 22. August 2022 wurde seine Ernennung zum Generalinspektor bekanntgegeben.